# Réserve naturelle de Langrudmyra
La réserve naturelle de Langrudmyra  est une réserve naturelle norvégienne qui est située dans le municipalité de Tønsberg, dans le comté de Vestfold.

## Description
La réserve naturelle de 0,082 km2 a été créée en 1980.

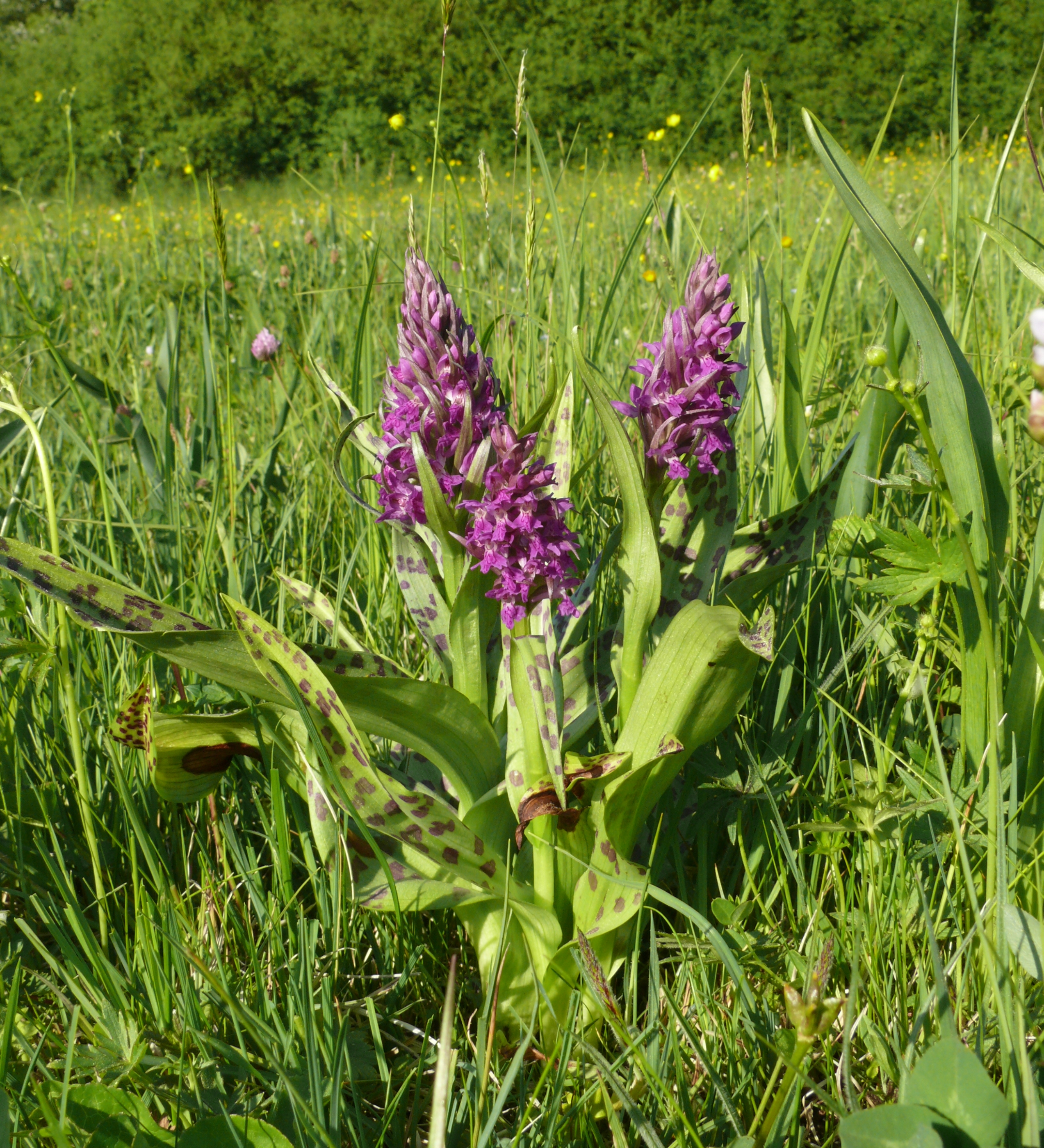
Dactylorhize de mai

Langrudmyra possède une riche végétation par endroits. L'orchidée rare Dactylorhize de mai a été trouvée dans la réserve.
Langrudmyra est un tourbière d'eau souterraine. Dans ces tourbières, les plantes se nourrissent des eaux souterraines. La diversité des espèces varie donc avec la teneur en éléments nutritifs du sol. Si la tourbière n'est pas entretenue, elle se transformera lentement en arbres. La riche flore d'aujourd'hui disparaîtra alors.
Le but de la conservation est de préserver un complexe de tourbières avec une grande variation de végétation et avec plusieurs particularités floristiques.